# Aspidistra papillata
Aspidistra papillata är en sparrisväxtart som beskrevs av G.Z.Li. Aspidistra papillata ingår i släktet Aspidistra och familjen sparrisväxter. Inga underarter finns listade i Catalogue of Life.